# Famille Bercsényi
 (2 mars 2018).
Améliorez-le ou discutez des points à vérifier. 

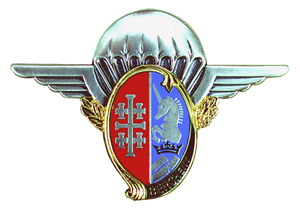
Insigne régimentaire du 1er régiment de hussards parachutistes.

La famille Bercsényi (székesi nemes, báró és gróf Bercsényi ou Bersény en hongrois ; Berchény en français ; Beresény en allemand) est une ancienne famille noble hongroise.

## Histoire
La famille est Bercsényi est originaire du comitat de Veszprém et remonte à László, courtisan de Louis II de Hongrie, qui reçoit de la part de ce dernier des terres dans les comtés de Hont et de Bars en 1525. Imre Bercsény, fils du précédent László, s'installe en Transylvanie. Il y reçoit des princes Étienne et Christophe Báthory les domaines de Kendeő et de Székes (hu) (1577) dont il prend le nom. Son fils László (ca 1564–1599) est ban de Szörény. La famille prend de l'importance avec László II, fidèle du prince Georges II Rákóczi. La famille est élevée au rang de baron Bercsényi de Székes en 1639 puis à celui de comte en 1681. Elle donne à la France un maréchal par une branche qui s'y installe en 1712. La famille s'éteint en ligne masculine en 1835.

## Personnalités
- Boldizsár (Barnabé) Bercsényi, chevalier du Saint-Sépulcre, gouverneur de Szörény au milieu du XVe siècle. Père du suivant.
- István Bercsényi, grand-chambellan du prince Báthory. Marié en 1480 à Catherine Bánffy. Père du suivant.
- László Bercsényi, chevalier de la Clef d'Or, gouverneur de Damasd, ville de la Région de Nitra en actuelle Slovaquie. Père du suivant.
- Imre I Bercsényi, premier gentilhomme du prince Báthory. Épouse en 1575 Zsófia Saárossy, alliée aux familles Bethlen, Báthory et Esterházy. Père du suivant.
- Imre, 1er baron Bercsényi (hu) (1589–1639), chevalier du Saint-Sépulcre et de la Clef d'Or. Il quitte la Transylvanie en 1633 et s'attache à Ferdinand II qui le fait conseiller de la Chambre de Hongrie. Ce prince le nomme plénipotentiaire auprès de Georges Ier Rákóczi puis ambassadeur auprès de la Sublime Porte. Colonel et gouverneur de Nógrád, il meurt en Bohême comme lieutenant-général contre les rebelles du royaume. Ferdinand III le reconnaît baron et magnat de Hongrie (1639).
- Erzsébet Bercsényi (1627–1671), mère supérieure du couvent de l'Ordre des Clarisses de Pozsony. Fille du précédent.
- Miklós, baron puis 1er comte Bercsényi (hu) (1633–1689), chevalier du Saint-Sépulcre et de la Clef d'Or, conseiller et chambellan de l'empereur Léopold qui le met au rang des comtes et magnats de Hongrie. Il est fait juge militaire et gouverneur de la région de Dunán-inneni ("en deçà du Danube"), en Haute-Hongrie en 1681 et lieutenant-général auprès de Charles V de Lorraine contre les Turcs. Allié malheureux du comte Imre Thököly, opposé aux Habsbourg, il doit fuir la Hongrie et se réfugier chez les Ottomans. Il obtient une lettre de rémission et meurt à Buda en 1689. Fils du précédent Imre II et père du suivant.
- comte Miklós II Bercsényi (1665–1725), chevalier de la Clef d'Or, főispán héréditaire de Ung, il était conseiller, chambellan et général impérial. Soutien de la guerre d'Indépendance de Rákóczi, son parent, il refuse des offres séduisantes (la Toison d'or, le titre de Prince du Saint-Empire et la charge de Palatin de Hongrie) de Joseph Ier. Major général (főgenerális), Lieutenant-Ducal (ie bras droit du prince Rákóczi) (1707) et ambassadeur Kuruc (Pologne, Moscovie), les événements le forcent à se réfugier en Pologne (1711) puis chez les Turcs où il meurt à Rodosto.
- comte Ladislas Ignace de Bercheny (1689–1778), militaire hongrois puis français, maréchal de France.
- comte Nicolas-François de Berchény (1736–1762), Mestre de camp du régiment hussard-Bechény, chambellan du roi roi de Pologne, duc de Lorraine, premier gentilhomme de sa chambre, Grand-écuyer et conseiller-chevalier d'honneur en survivance de la Cour souveraine de Lorraine. Fils du précédent.
- comte François-Antoine de Berchény (hu) (1744-1811), frère du précédent et second fils du maréchal. Capitaine puis mestre de camp (colonel) (1762) à la suite de son frère du régiment Bercheny, gouverneur des villes et châteaux de Commercy et capitaine de la Capitainerie des Chasses (1769) et Grand-écuyer de Lorraine à la suite de la démission du Maréchal son père en sa faveur (1768). Reçu de minorité dans l'ordre de Saint-Jean de Jérusalem en 1752[1]. Chevalier de l'Ordre royal de Notre-Dame du Mont-Carmel et de Saint-Lazare de Jérusalem. Il fait partie des émigrés de Condé et meurt à Londres en 1811. Il fut seigneur de Luzancy.
- comte Ladislas Jean Philippe (László János Fülöp) de Berchény (hu) (1781-1835), fils du précédent, il étudie à Vienne. Désormais soldat autrichien, il combat l'Empire français à Austerlitz, Essling et Wagram. Il termine sa carrière comme lieutenant-colonel et passe ses dernières années en Hongrie où il meurt à Kassa en 1835 comme dernier membre mâle de la famille Bercsényi.

## Pour approfondir